# Medaille „Befreiung vom faschistischen Joch“

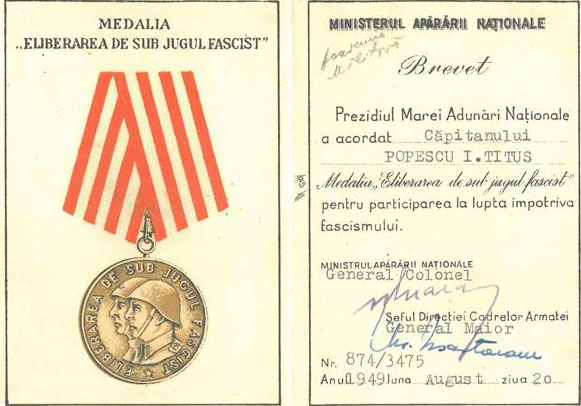
Verleihungsurkunde für die rumänische Medaille „Befreiung vom faschistischen Joch.“

Die Medaille „Befreiung vom faschistischen Joch“ (rumänisch Medalia eliberarea de sub jugul fascist) war eine staatliche Auszeichnung der Sozialistischen Republik Rumänien. Die Stiftung erfolgte am 28. Juli 1949 durch das Dekret 309 des Staatsrates (Consiliul de stat). Die Veröffentlichung der Statuten erfolgte im rumänischen Staatsanzeiger (Buletinul oficial) Nr. 49. Im eigentlichen Sinne handelte es sich bei der Medaille um eine Jubiläumsmedaille, die anlässlich der fünften Wiederkehr des Beginnes der rumänischen sozialen, nationalen antifaschistischen und antiimperialistischen Befreiungsrevolution verliehen wurde. In Frage dafür kamen Militär- und Zivilpersonen, die sich am Kampf gegen den Faschismus beteiligt hatten.

## Aussehen und Trageweise

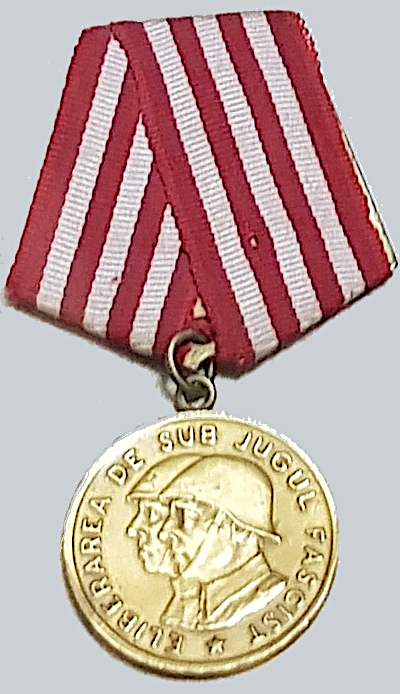
Die Ausführung 1949.

Das Avers der bronzeoxidierten Medaille zeigt das linksblickende Bildnis eines rumänischen sowie das eines sowjetischen Soldaten mit Stahlhelm auf dem Kopf. Die Umschrift lautet: ELIBERAREA DE SUB JUGUL FASCIST (Befreiung vom faschistischen Joch), welche an der Unterseite durch einen fünfstrahligen Stern getrennt ist. Das Revers der Medaille zeigt einen nach oben hin gebogenen und offenen Lorbeerkranz mit dem Majuskel RPR. In seiner Mitte ist die dreizeilige Inschrift: IN SLUJBA / POPORULUI / MUNCITOR (Im Dienst des Arbeitervolkes) zu lesen. Ob das Majuskel nach der Änderung der Staatsform 1965 in RSR abgeändert wurde, ist nicht bekannt. 
Getragen wurde die Medaille an der linken Brustseite des Beliehenen an einem 22 mm breiten dunkelroten Band an einer pentagonalen Spange mit drei weißen Streifen von je 3,5 mm Breite.